# Wierpot
Een wierpot, ook wel wierfilter of wierbak, is een filter in het koelwatersysteem van vaartuigen, dat ervoor moet zorgen dat het systeem geen waterplanten en ander materiaal binnen krijgt. Het bestaat uit een tegen de huid gemonteerde pot of bak waar het koelwater doorheen stroomt, dat van buiten door de koelwaterpomp van de motor of turbine wordt aangezogen. In de pot bevindt zich een zeef of filter, die het materiaal afvangt. Het deksel kan gemakkelijk kan worden verwijderd om het filter te kunnen reinigen. Kleine formaten hebben soms een transparant deksel.